# Phyllonorycter hapalotoxa
Phyllonorycter hapalotoxa là một loài bướm đêm thuộc họ Gracillariidae. Nó được tìm thấy ở Ấn Độ (Assam và Meghalaya).
Ấu trùng ăn Malus domestica, Malus pumila và Malus sylvestris. Chúng có thể ăn lá nơi chúng làm tổ.